# Luz Darriba
Luz Darriba (Montevideo, 1954) es una artista uruguaya y española que cultiva varias disciplinas como la pintura y la escritura. Desde 1990 reside en España, país del cual tiene la nacionalidad.
Su popularidad se debe en parte a sus macroacciones urbanas, que comenzaron en el año 2000 con CUMULUM, un proyecto que rodeó los 2300 metros de perímetro de la muralla romana de Lugo con más de medio millón de libros, para que este monumento fuese declarado patrimonio de la humanidad por la Unesco, objetivo finalmente logrado a finales de ese mismo año.
Ha recibido numerosos premios y distinciones como el Primer premio en el XIV Certame de Narración Curta Ánxel Fole, en 2012, por el relato Mostros, el Primer premio en el I Certame de Relatos sobre a Igualdade, en 2014 o en 2018 recibe el Premio Cultura Galega de Artes Plásticas.
Formó parte del staff permanente de la Revista Virtual de Género Foeminas (2004-2008), pionera en publicaciones de género en Galicia. En la actualidad es coordinadora para Europa de TFAP (The Feminist Art Project) de Nueva York, organización internacional de artistas feministas y forma parte de la «Comisión de Igualdade da Cultura Galega» 

## Biografía
Luz Darriba nace en Montevideo, Uruguay, en 1954, y se traslada en 1970 a Buenos Aires, Argentina, donde Estudia Bellas Artes y Filosofía y Letras en pleno proceso de la dictadura militar argentina. En 1990, emigra a Galicia, España, donde vive y trabaja desde entonces, alternando estancias laborales en Bruselas y en Buenos Aires. Tiene tres hijas y dos nietas. 
Ha realizado más de 250 exposiciones colectivas en Argentina, Uruguay, Brasil, Costa Rica, España, Portugal, Francia, Alemania, Rumanía, Italia, Japón, Malasia, Reino Unido, Estados Unidos, Venezuela, Bélgica, Holanda, Luxemburgo, y más de 50 exposiciones individuales internacionales.
Con CUMULUM, un proyecto que rodeó los 2300 metros de perímetro de la muralla romana de Lugo con más de medio millón de libros, logró que el monumento fuese declarado Patrimonio de la Humanidad por la UNESCO, y obtuvo una gran difusión en los medios estatales españoles e internacionales. Fue el estímulo para que la artista llevara a cabo dos Macrointervenciones con el apoyo de la Unesco:
- Libres avec des livres (2000), instalación sobre las paredes y los techos de la Maison de la Unesco, en París.
- Alcalá, una puerta hacia la cultura (2001),[16] intervención con 80 000 libros de la Puerta de Alcalá de Madrid, con el patrocinio de la Unesco.

La gran mayoría de los libros utilizados en ambos proyectos, y CUMULUM, fueron reutilizados al enviarse a diferentes proyectos de incentivación a la lectura de la Unesco en Latinoamérica.
Desde entonces ha realizado más de cuarenta macroacciones urbanas en diferentes países, siendo su temática principal la denuncia de la discriminación y la violencia contra las mujeres. Entre ellas:
- Patchwork, Retales contra la violencia de género (2004), Plaza del Obradoiro, Santiago de Compostela, una alfombra de 8000 metros cuadrados realizada in situ por miles de personas para denunciar la violencia de género.
- Guante negro, guante blanco (2005), instalación de treinta mil pares de guantes negros y blancos en la Plaza de la Catedral de Santa María de Lugo, en Lugo, para poner en relieve la existencia de la violencia física y la violencia simbólica que se ejerce contra las mujeres. Esta acción fue portada del diario El País (España) el 26 de noviembre de 2005.[17][18]
- SEÑALES (2006 en Lugo, y 2009 en Buenos Aires),[19][20] con Micaela Fernández Darriba, instalación incorporando la figura femenina a 72 semáforos de la Ronda de la Muralla de Lugo en el Día Internacional de la mujer Trabajadora. Dieron la vuelta al mundo, siendo aún replicadas en la actualidad en distintas ciudades del estado español, y otras en las que se ha modificado la señalización de forma permanente (Fuenlabrada, La Coruña, Zaragoza, Jaén). La FEMP (Federación español a de municipios y provincias) ha incluido esta propuesta en su “Manual Práctico para una señalización urbana igualitaria”, recomendando su aplicación en todo el estado.
- Arakne, red por la igualdad (2007),[21] en el marco del Festival “Donostia entre mundos”, una telaraña gigante que llegó hasta el mar, sobre los cubos de Moneo y las terrazas del Palacio de Congresos y Auditorio Kursaal, San Sebastián, por la igualdad entre hombres y mujeres. Dicha red, fue tejida por decenas de voluntarios y voluntarias de Galicia y Euskal Herría.
- Cuestión de género (2008),[22] en Buenos Aires, instalación realizada en la Plaza de Mayo con 500 prendas de mujer, pretende recordar el flagelo de la trata y el tráfico de personas para su explotación sexual. Fue realizada en el marco del “Primer Congreso Latinoamericano de Trata y Tráfico de Personas”, auspiciado por la Facultad de Ciencias Sociales de Buenos Aires.

En 2018 recibe el Premio Cultura Galega de Artes Plásticas y forma parte de la «Comisión de Igualdade da Cultura Galega».

## Estudios
- 1973-77: Escuela Nacional de Bellas Artes "Manuel Belgrano",[23] Buenos Aires. Maestra Nacional de Artes Visuales.
- 1977/80: Escuela Nacional de Bellas Artes Prilidiano Pueyrredón (Pintura, Escultura). Taller del escultor Pujía.
- 1983/84: Extensión Cultural en la Escuela Superior de Bellas Artes de la Nación Ernesto de la Cárcova (Pintura Mural). Facultad de Filosofía y Letras de la Universidad de Buenos Aires.
- 1990: Vive y trabaja en Galicia desde 1990, obtiene la nacionalidad española.

## Exposiciones individuales
- 2019: Venus, del programa Mulleres en acción, Violencia Zero, Villagarcía de Arosa. Pontevedra.[24]
- 2019: As Santas Migrantas, universidad UTAD, Tras os Montes, Portugal.[25]
- 2018: As Santas Migrantas, Museo Provincial de Lugo.[26]
- 2017: As Santas Migrantas, Museo del Pueblo Gallego, Santiago de Compostela.[27]
- 2016: Yoni-creator. Máquina expendedora de obras de artistas gallegas de cuatro generaciones, para su difusión. Museos da rede Museística de Lugo.[28][29]
- 2015 Marcas na pel do papel / Marcas en la piel del papel, álbum realizado por doce mujeres de la diáspora gallega en Buenos Aires. Con el auspicio de la Diputación provincial de Lugo, Museo Provincial de Lugo.[30][31][32]
- 2014 Marelle de livres, Hommage á Julio Cortázar. Rayela de libros en homenaje a Julio Cortázar. Place Brugmann, Ixelles (Bruselas), Bélgica.[33][34]
- 2014 O voo das bolboretas / El vuelo de las mariposas. Homenaje a las Hermanas Mirabal y acción conjunta entre la ciudad de Coronel Suárez en Argentina, y Lugo en España, con el apoyo de la Secretaría de la Mujer de Coronel Suárez y del Ayuntamiento de Lugo. Contó con la participación de más de treinta asociaciones que crearon miles de mariposas y las instalaron en los lugares públicos de ambas ciudades.[35][36]
- 2013 Piedras en el camino. 25 de noviembre. Día Internacional contra la violencia de género, instalación de 365 piedras en la Plaza de la Huerta del Seminario, Lugo.[37]
- 2013 Fuente de la poesía, fuente de los deseos. Vestido de poesías del grupo Polisemia a la fuente del Deseo en la Plaza de Azcárraga La Coruña.[38][38]
- 2010 Ágora libros. Os libros nas prazas, intervención con motivo del Año del Libro y la Lectura en Galicia, y del 125 aniversario del fallecimiento de Rosalía de Castro, en las principales plazas de seis ciudades de Galicia (Plaza del Obradoiro en Santiago de Compostela, Plaza Maior en Lugo, Plaza Maior en Ourense, Plaza da Estrela en Vigo, Plaza da Ferrería en Pontevedra y en Palexco A Coruña) con alrededor de 100 000 libros, formando en cada una de las plazas, con los propios libros, estrofas del poema Negra sombra de Rosalía de Castro, hasta completarlo en conjunto. Los libros donados por centros de enseñanza, editoriales, bibliotecas públicas y privadas y diferentes instituciones fueron «liberados» al finalizar las acciones y entregados al público participante.[39][40][41][42]
- 2010 Follas novas, novas follas, proyecto artístico pedagógico realizado conjuntamente con la red Museística de Lugo, Museos de la Red, Fundación Rosalía de Castro.[43][44][45]
- 2010 Follas Novas, Biblioteca Nacional de la República Argentina, intervención en los árboles de la Plaza del Lector de la Biblioteca Nacional con folios impresos con poemas de Rosalía de Castro, el 23 de abril Día Mundial del Libro.[46]
- 2009 SEÑALES, intervención de los semáforos urbanos del centro de la ciudad de Buenos Aires con iconos femeninos.[47]
- 2009 SARE, “Tejiendo redes de igualdad”, instalación en el Palacio Europa en Vitoria con una red tejida por mujeres de diferentes lugares, en el marco del XVII Congreso de Estudios Vascos.[48]
- 2009 NONETRIVIAL, acción urbana alrededor de la Plaza Mayor de Lugo, con un juego de preguntas y respuestas sobre la situación de las mujeres en el mundo.[49]
- 2008 Antropofagia, ¿Vos sos caníbal?, acción performativa realizada en las calles del microcentro de la ciudad de Buenos Aires, con el tema de la prostitución y los prostituyentes. Acción llevada a cabo por el colectivo feminista Desobediencia y Felicidad.[50]
- 2008 Cortar por lo sano, acción performativa para denunciar la violencia de género, realizada en Rosario y Posadas (Argentina) y La Providencia (Chile).[51]
- 2008 Cuestión de género, instalación con 500 prendas femeninas para denunciar la trata y el Tráfico de Mujeres para su explotación sexual, Plaza de Mayo, Buenos Aires.[52][53]
- 2008 LibroLIBRE, instalación, libro en grandes dimensiones sobre la educación de las mujeres, Museo Pedagógico de Galicia, Santiago de Compostela.[54][55]
- 2008 SEÑALES. Semáforos no sexistas, IMOW, International Museum of Women.[56]
- 2007 Follas Novas, instalación de poemas de poetas gallegas en homenaje a Rosalía de Castro, en todos los árboles de la Plaza Mayor de Lugo, en el Marco del Encuentro de poetas Palabras de Mulleres, tres intensas jornadas desarrolladas los días 9, 10 y 11 de mayo, en conmemoración del Día de las Letras Gallegas en honor a María Mariño.[57][58]
- 2007 Arakne, red por la igualdad (2007) , en el marco del Festival “Donostia entre mundos”, una telaraña gigante que llegó hasta el mar, sobre los cubos de Moneo y las terrazas del Palacio de Congresos y Auditorio Kursaal, San Sebastián, por la igualdad entre hombres y mujeres.[21]
- 2007 Laberinto, instalación sonora sobre la discapacidad, Plaza Mayor, Lugo.
- 2006 Palabras +: Crucigrama gigante con palabras en positivo contra la violencia de género, formado por más de 1000 estudiantes, chicos y chicas de centros de enseñanza media de Galicia, el 24 de noviembre de 2006 en la Plaza del Obradoiro de Santiago de Compostela.[59]
- 2006 Bibliotecas de Babel: Barricadas de libros, intervención callejera en el Día Mundial del Libro, homenaje a Jorge Luis Borges en Lugo, recinto amurallado.[60]
- 2006 SEÑALES, intervención de 72 semáforos con iconos femeninos.[19][20]
- 2005 Guante negro, guante blanco: Plaza de la Catedral de Santa María de Lugo, en Lugo. Instalación con 30 000 guantes blancos y negros, contra la violencia de género.[17][18]
- 2005 Cumulum. Amurallando os soños: Exposición fotográfica para conmemorar el quinto aniversario de la declaración de la Muralla de Lugo como Patrimonio de la Humanidad por parte de la Unesco, Diputación Provincial, Lugo.[61]
- 2005 As mulleres tomamos as rúas / Las mujeres tomamos las calles: Instalación que cambió para festejar el 8 de marzo, "Día Internacional de la Mujer Trabajadora", el nombre de todas las calles del casco histórico de Lugo (57) por nombres de mujeres célebres y olvidadas de la Historia.
- 2004 PATCHWORK, Retales contra la violencia de género / Farrapos pola non violencia contra as mulleres, envolvimiento con un alfombra de 8000 metros cuadrados de la Plaza del Obradoiro, Santiago de Compostela, realizada in situ por miles de personas para denunciar la violencia de género.
- 2004 Colaboración con CRUZ ROJA, España. Realización de 100 carpetas de grabados en forma solidaria.
- 2004 Prince Charming: Centro Cívico de la Mujer, Lasarte, Guipúzcoa.
- 2004 Prince Charming: Galería José Lorenzo, Santiago de Compostela.[62]
- 2003 Postais dos Mundos: Junta de Galicia, Biblioteca Provincial, Lugo.[63][64]
- 2003 Postais dos Mundos: Junta de Galicia, Biblioteca "Miguel González Garcés", A Coruña.[65]
- 2003 NON NO NOSO NOME/ NOT IN OUR NAME: performance itinerante contra la guerra en IRAK.
- 2002 Tramas: Casa de Galicia, Madrid, España.[66]
- 2002 Proyecto Sherezade: Museo Provincial, Lugo, España.[67][68]
- 2001 Centro Cultural Recreativo: Villalba, Lugo, España.
- 2001 Banco de Libros: intervención con libros, en DEARTE, Feria de Galerías de España, Casa de Campo, Madrid, España.
- 2001 Alcalá, Una puerta hacia la Cultura. Intervención con más de ochenta mil libros en la Puerta de Alcalá, con el patrocinio de la Unesco en el marco de Madrid Capital Mundial del Libro, Madrid España.[69][16]
- 2000 Libres avec des livres. Instalación sobre las paredes y los techos de la Maison de la Unesco en París, Francia.
- 2000 CUMULUM, Muralla de Libros. Intervención con más de 600.000 libros en la Muralla romana de Lugo, para lograr su declaración como patrimonio de la Humanidad por la Unesco. Instalación con libros (CUMULUM), Casa de Galicia en Madrid.[15][70][71][72]
- 1999 Iraq del lado de la vida: exposición fotográfica, Casa de la Cultura de Foz, Lugo, España.
- 1998 The pulsión, l´informale e oltre: Galleria La Meridiana, Piacenza, Italia.
- 1997 A entrañable transparencia, Concello de Oleiros, La Coruña, España.
- 1997 Visión Interior, Galería ArteImagen, La Coruña, España.
- 1995 Pour Annie: Galería "Jacques Prévert", Savigny Le Temple, Francia.
- 1995 Augas Atlánticas, Galería Da Calçada, Oporto, Portugal.
- 1994 AMARES, Galería Arteimagen, La Coruña, España.
- 1994 Impresións, Museo Municipal de Ourense, España.
- 1994 Memoria de Mares, Galería Caixavigo, Vigo, España.
- 1993 Club de Tenis "El Seijal", La Coruña, España.
- 1992 Galería Sayra: Vigo, España.
- 1991 Herencias: Galería Centoira, Buenos Aires, Argentina.
- 1991 Otros mares, otras tierras: Galería Mediterránea, Alicante, España.
- 1990 A mi padre: Círculo de las Artes, Lugo, España. Ayuntamiento de Cerceda, La Coruña, España.
- 1988 Retrospectiva: Galería "Del Ejido", Montevideo, Uruguay.
- 1986 De otros Mundos: Planetario Municipal de la Ciudad de Buenos Aires, Buenos Aires, Argentina.
- 1986 Galería Subterráneos de Buenos Aires: Estación Lima, Buenos Aires, Argentina.
- 1985 Los que aún esperan: Manzana de las Luces, Buenos Aires, Argentina.Colegio Ward, Buenos Aires, Argentina.
- 1984 Centro Cultural Dr. Pedro Mariani: Rio Grande do Sul, Brasil. Galería Kristel K, Buenos Aires, Argentina.
- 1983 Galería Kristel K, Buenos Aires, Argentina.

## Audiovisual
- 2016 Proyecto Dominicanas, trabajo con las mujeres migrantes de la República Dominicana en Galicia. Work in progress. Documental.
- 2015 Marcas na pel do papel / Marcas en la piel del papel, documental con testimonios de las mujeres de la diáspora gallega en la Argentina. Festival Semana de cine de autor, Lugo.[73][74][75]
- 2015 Bon Appetit. Cortometraje. Exposición Sherezade, Museo Provincial de Lugo.

- 2013 Frecha amarela, non imos perder o norte. Flecha formada por cientos de personas que recorrieron desde Baamonde hasta Compostela, el trazado ancestral del Camino del norte del Camino de Santiago, en defensa (finalmente exitosa) de este trazado.
- 2010 Las voces de la memoria. Libro sonoro que recupera los testimonios de cuarenta personas sobre la guerra civil española y la posguerra.

## Obras permanentes
- 2015 El vuelo de las mariposas, grupo escultórico para recordar la violencia de género, homenaje a las Hermanas Mirabal, obra de Luz Darriba y Xabier Quijada. Rolda da Muralla, puerta Obispo Odoario, Lugo.

## Premios y distinciones
- 2018- Premio das Artes da Cultura Galega.[10][9][11]
- 2014- Primer premio 'I Certame de Relatos sobre a Igualdade': Organizado por 'Bolboreta' con el patrocinio de los ayuntamientos de San Saturnino, Puentes de García Rodríguez y Capela, con la colaboración de Cospeito, Ribadeo y Germade.[6][7][8]
- 2013- Dama de la Orden Caldaria de Santa María de Arzúa. España.
- 2011- 1.er Premio de Relato “Ánxel Fole”, Lugo, España.
- 2012- 1.er  'XIV Certame de Narración Curta Ánxel Fole: Relato 'Mostros'. Ayuntamiento de Lugo.[3][4][5][76]
- 2012- 2.º Premio Semana de las Letras Galegas. Frankfurt, Alemania.
- 2012- 3.er  Premio de Relato, Federación de Asociaciones Galegas de la República Argentina.
- 2011- Premio Galería de Mujeres, Ayuntamiento de Muxía, España.
- 2009- Fue nominada y la segunda más votada por los y las internautas en la convocatoria del Consejo de Mujeres del Municipio de Madrid en la categoría Arte y Cultura.
- 2005- Málaga Transforma 05.
- 2002- Premio Encuentro de Mujeres”, Ayuntamiento de Lugo. Reconocimiento a su trabajo artístico a favor de la Igualdad entre Hombres y Mujeres. 2002- Nominada al Premio das Artes e das Letras en Galicia, Gobierno de Galicia, Santiago de Compostela.
- 2002- Nombrada Académica de la Accademia Internazionale ”Greci Marino”, Accademia Del Verbano, Di lettere, Arti, Scienze, Italia.
- 2001- Premio “Lucenses del año”, Asociación de Prensa de Lugo.
- 2001- Premio “Voces del año”, Grupo Voz, “La voz de Galicia”.
- 2000- Premio Extraordinario “Muralla de Lugo”, Fundación CEL, Lugo, España. 2000- “Hidalga de la Piringalla”.
- 1999- Trofeo Remo Brindisi, Lido Degli Estensi, Italia. Premio a la naturaleza no figurativa, Salón ACEA, Barcelona, España. Premio Plástica Latina, París, Francia.
- 1998- 3.er  “Medusa Aurea”, Academia Internazionale D´Arte Moderna, Roma, Italia.
- 1997-1.ª Mención " Centenari d´Els 4 Gats", Barcelona, España.
- 1996- 1.er  Cittá d´Avellino, Mostra Nazionale de Pittura Contemporánea Avellino, Italia
- 1994- Beca Atelier Internacional de Artistas "Ivonne Jean Haffen", Dinan, Francia.
- 1993- Beca de Creación Artística, Gobierno de Galicia.
- 1992- 1.er  Premio Certamen Internacional de Grabado, Museo do Ourense, España.
- 1988- Mención Salón de Otoño de Campana, Provincia de Buenos Aires, Argentina. Mención Especial "Buenos Aires y sus Techos Amarillos", Centro Cultural Cumbre, Buenos Aires, Argentina. Mención Dibujo, Salón Pequeño Formato SAAP, Galería Braque, Buenos Aires, Argentina.
- 1986- Mención Especial Gran Salón de Artes Plásticas de Tandil, Museo de Bellas Artes de Tandil, Buenos Aires, Argentina.
- 1985- Mención I Salón Benito Quinquela Martín, Museo de Bellas Artes de La Boca, Buenos Aires, Argentina.
- 1985- Premio de Extranjeros LXXV Salón Nacional de Artes Plásticas, Salas Nacionales, Buenos Aires, Argentina.
- 1984- Premio Rotary Club LXI Salón Anual de Santa Fe, Museo “Rosa Galisteo de Rodríguez”, Provincia de Santa Fe, Argentina.
- 1984- Premio Estímulo, Salón Estímulo, Ward, Buenos Aires, Argentina.
- 1984- Mención Concurso de Manchas Avenida Santa Fe, Buenos Aires, Argentina.
- 1984- Mención Ateneo Popular de La Boca, Buenos Aires, Argentina.
- 1984- Premio Estímulo Salón Anual Museo Sívori, Buenos Aires, Argentina.
- 1984- 1.ª Mención Salón Nacional de Artes Plásticas de Luján, Museo de Bellas Artes de Luján, Buenos Aires, Argentina.
- 1983- Mención Concurso Raúl Soldi, Glew Provincia de Buenos Aires, Argentina. Premio Estímulo Ateneo Popular de La Boca, Buenos Aires, Argentina. Cinco obras premiadas Salón Anual Museo Sívori, Buenos Aires, Argentina.
- 1983- 1.ª Mención de Honor V Salón Estímulo de Pintura, Colegio Ward, Provincia de Buenos Aires, Argentina.
- 1983-  2.º Premio Asociación Artistas Plásticos de Quilmes, Provincia de Buenos Aires, Argentina.
- 1983- Gran Premio (adquisición), Fundación Federico Lanús, Fondo Nacional de las Artes, Buenos Aires, Argentina.
- 1982- 1.ª Mención de Honor Temporada de las Artes Colegio Ward, Argentina. Una obra premiada Salón Anual Museo Sívori, Buenos Aires, Argentina.
- 1981- Dos obras premiadas Salón Anual Museo Sívori, Buenos Aires, Argentina.
- 1980- 1.ª Mención I Salón Hoy en el Arte, Buenos Aires, Argentina. Mención Especial Concurso Temporada de las Artes, Colegio Ward, Ramos Mejía, Argentina. Tres obras premiadas Salón Anual Museo Sívori, Buenos Aires, Argentina.
- 1979- Mención VII Salón ALBA de Pintura al Aire Libre. Galería Velázquez, Buenos Aires, Argentina.
- 1978- Mención I concurso "Martín Malharro", Adrogué, Provincia de Buenos Aires, Argentina.
- 1969- 3.er  Premio Concurso Anual Colegio San Rafael, Buenos Aires, Argentina.